# Year of the Savage
Year of the Savage — дебютный студийный альбом американского рэпера Robb Banks. Он вышел  2 октября 2015 на лейблах SS Records, 300 Entertainment и Dorian Distribution. Альбом содержит гостевые участия Пуя, Lucki и IndigoChildRick. Он был спродюсирован Nuez, Nuri, IndigoChildRick, Nick León, Zaytoven, SpaceGhostPurrp, самим Robb и другие.

## Предыстория
В 2015, Robb начал записывать Year of the Savage. 10 декабря 2014, Banks выпустил первый сингл с альбома "2PhoneShawty". 13 августа 2015, Banks выпустил второй с альбома "Pressure". В фристайле Throw It Up была подтверждена дата выхода альбома.

## Список композиций
Адаптировано под Tidal.
| №                   | Название                                  | Продюсер(ы)               | Длительность |
| ------------------- | ----------------------------------------- | ------------------------- | ------------ |
| 1.                  | «Outro»                                   | Young Savage              | 0:59         |
| 2.                  | «Buku»                                    | Nuez                      | 3:07         |
| 3.                  | «Leatherface»                             | Nuez                      | 4:04         |
| 4.                  | «Half Bae» (при участии Пуи)              | IndigoChildRick Nuez Nuri | 2:51         |
| 5.                  | «Wit'»                                    | IndigoChildRick           | 3:05         |
| 6.                  | «ChainSwang»                              | Zaytoven Nuri Nuez        | 2:46         |
| 7.                  | «Pressure»                                | Father Nick León Zander   | 3:32         |
| 8.                  | «Phone Sex» (при участии Lucki Eck$)      | Nuri                      | 3:33         |
| 9.                  | «Pink Pussy»                              | Nuez Nick León            | 4:12         |
| 10.                 | «FuckUMean» (при участии IndigoChildRick) | Nuri                      | 3:21         |
| 11.                 | «2PhoneShawty»                            | SpaceGhostPurrp Nuri      | 5:12         |
| 12.                 | «3D»                                      | Nick León                 | 4:13         |
| Общая длительность: | Общая длительность:                       | Общая длительность:       | 40:08        |

## Чарты
| Чарт (2015)                            | Высшая позиции |
| -------------------------------------- | -------------- |
| США (Billboard Top Heatseekers Albums) | 11             |
| США (Billboard Top R&B/Hip-Hop Albums) | 28             |
| США (Billboard Top Rap Albums)         | 21             |